# ローム・オドゥンゼ
ローム・オドゥンゼ（Rome Odunze, 2002年6月3日 - ）は、アメリカ合衆国ネバダ州ラスベガス出身のアメリカンフットボール選手。NCAAのワシントン大学でプレーしていた。ポジションはワイドレシーバー。

## 経歴

### ハイスクール
高校4年目のシーズンに54 レシーブ、1,222レシーブ獲得ヤード、15のレシービングTDを記録し、ネバダ州のゲータレード年間最優秀選手賞を受賞した。
高校通算で121レシーブ、2,699レシーブ獲得ヤード、31のレシービングTDを記録した。

### カレッジ
ワシントン大学に進学し、1年目の2020年シーズンは4試合に出場した。
2021年シーズンは9試合に出場して41レシーブ、415レシーブ獲得ヤード、4つのレシービングTDを記録した。
2022年シーズンは75レシーブ、1,145レシーブ獲得ヤード、7つのレシービングTDを記録し、オールPac-12ファーストチームに選出された。
2023年シーズン、2023年9月30日のアリゾナ大学戦にて、オンサイドキックで相手からタックルを受けて肋骨を骨折し、肺の穿刺を受けた。シーズンを通してこの症状を抱えながらも、キャリアハイとなる92レシーブ、1,640レシーブ獲得ヤード、13のレシービングTDを記録してコンセンサスオールアメリカンに選出され、チームはCFPナショナルチャンピオンシップで準優勝した。
| シーズン | 試合 | 試合 | レシーブ  | レシーブ | レシーブ | レシーブ | ラン | ラン   | ラン | ラン | キックリターン | キックリターン | キックリターン | キックリターン |
| シーズン | 試合 | 先発 | レシ ーブ | ヤード   | 平均     | TD       | 回数 | ヤード | 平均 | TD   | リタ ーン      | ヤード         | 平均           | TD             |
| -------- | ---- | ---- | --------- | -------- | -------- | -------- | ---- | ------ | ---- | ---- | -------------- | -------------- | -------------- | -------------- |
| 2020     | 4    | 1    | 6         | 72       | 12.0     | 0        | 3    | -16    | -5.3 | 0    | 0              | 0              | 0.0            | 0              |
| 2021     | 9    | 7    | 41        | 415      | 10.1     | 4        | 2    | 13     | 6.5  | 0    | 0              | 0              | 0.0            | 0              |
| 2022     | 12   | 8    | 75        | 1,145    | 15.3     | 7        | 3    | 6      | 2.0  | 1    | 1              | 0              | 0.0            | 0              |
| 2023     | 13   | 13   | 81        | 1,428    | 18.3     | 13       | 2    | 37     | 18.5 | 1    | 2              | 87             | 43.5           | 1              |
| 通算     | 36   | 27   | 188       | 3,060    | 13.9     | 22       | 9    | 17     | 1.9  | 2    | 3              | 87             | 29.0           | 1              |